# مارتین پیت
مارتین پیت (انگلیسی: Martin Pett؛ زادهٔ ۱۲ اکتبر ۱۹۸۶) بازیکن فوتبال اهل آلمان است.
از باشگاه‌هایی که در آن بازی کرده‌است می‌توان به باشگاه فوتبال هانزا روستوک اشاره کرد.